# New Zealand Company

Karikatur in einer britischen Tageszeitung

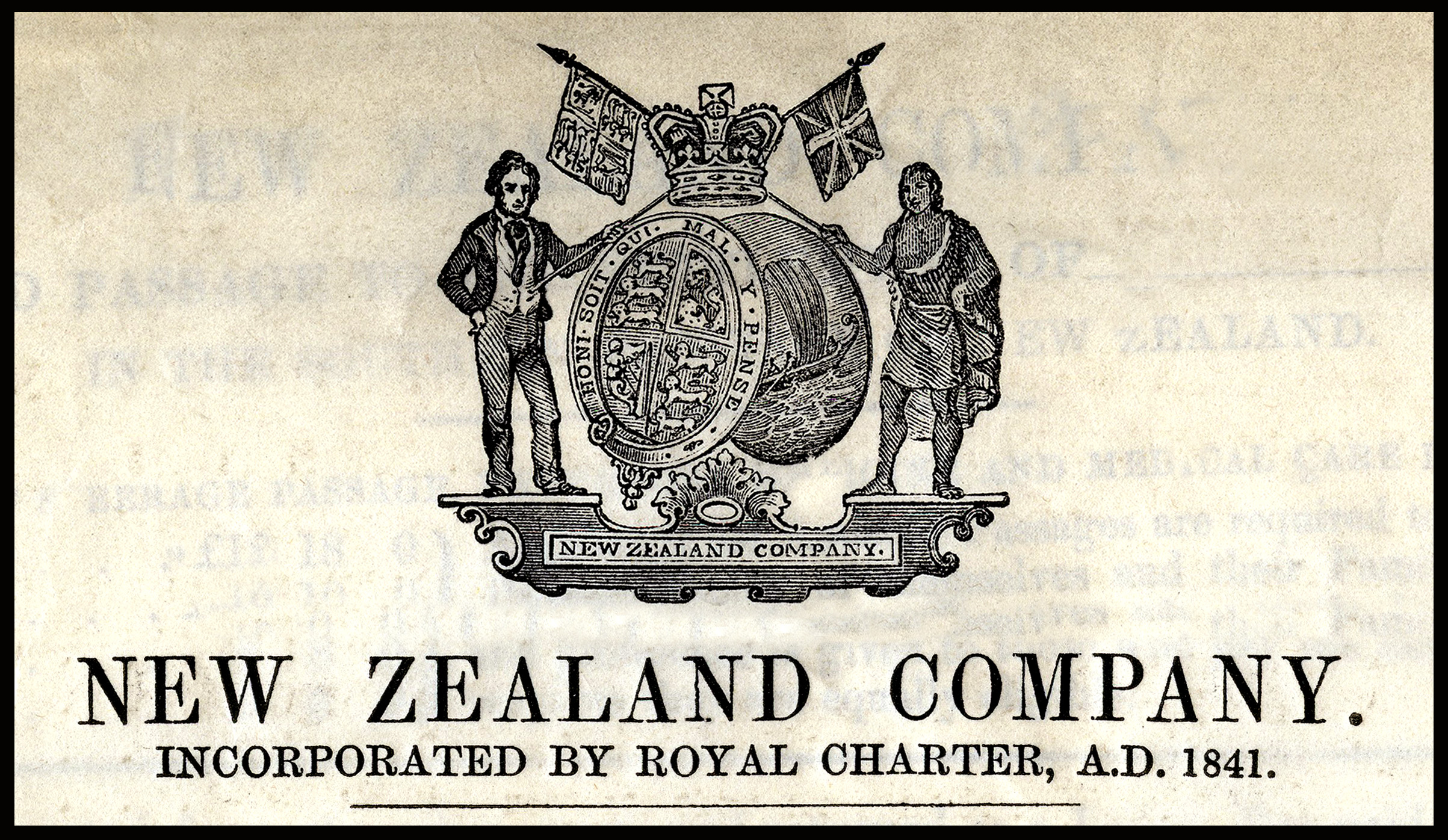
Emblem der New Zealand Company

Die New Zealand Company war eine 1825 in London gegründete Gesellschaft, die nach ihrer Auflösung 1826 und Gründungen verschiedener anderer Gesellschaften ähnlichen Zweckes schließlich 1839 ihre Neugründung fand. Ziel der Gesellschaft war es, die Kolonisation Neuseelands zu fördern und das dort erschlossene Land an Siedler und Spekulanten zu verkaufen. Die Ansiedlungen Wellington (1840), Wanganui (1840), New Plymouth (1841) und Nelson (1842) wurden von der New Zealand Company gegründet, Dunedin (1848) und Christchurch (1850) von ihren Tochterfirmen Otago Association und Canterbury Association.

## Geschichtlicher Hintergrund

### Großbritannien und Irland
Mit dem Beginn der Industriellen Revolution Ende des 18. Jahrhunderts verschlechterte sich die Situation der arbeitenden Bevölkerung in Großbritannien zusehends. Arbeitskraft wurde durch Maschinenkraft ersetzt, Arbeitslosigkeit machte sich breit und die Löhne sanken. Zusätzlich wuchs die Bevölkerung rapide an, von rund 16 Millionen im Jahr 1801 auf rund 26 Millionen 40 Jahre später. Weite Teile der Arbeiterschaft und der einfachen Bauern wurden ins Elend getrieben. Wer Arbeit hatte, konnte kaum davon leben, wer keine Arbeit hatte, musste betteln gehen. Frustration und gewalttätige Auseinandersetzungen nahmen zu. In Südengland stürmten schließlich 1831 Arbeiter die Fabriken und zerstörten die Maschinen. In Irland machte sich aufgrund mehrerer schlechter Kartoffelernten der Hunger breit. In diesem Klima entstand bei vielen Menschen der Drang auszuwandern und ein besseres lebenswürdigeres Leben zu suchen.

### Neuseeland
Nach den Erkundungen und Kartografien des britischen Seefahrers und Entdecker Kapitän James Cook 1769/70 kamen in den folgenden Jahren nach und nach größtenteils Walfänger, Robbenfänger und später auch Missionare nach Neuseeland. Die Kunde von dem neuen Land am anderen Ende der Erde verbreitete sich in Großbritannien schnell. Doch Neuseeland war weit weg und ein unkultiviertes Land mit riesigen Wäldern und hohen Baumfarnen und versprach nicht gerade das „gelobte Land“ zu sein. So waren die Auswanderungen nach Neuseeland zunächst eher spärlich. Um 1839 lebten gerade mal etwa 2000 Einwanderer in Neuseeland, doch sollten es 1852 bereits 28.000 sein.
Der entscheidende Punkt für diesen beachtlichen Wechsel war die Unterzeichnung des Treaty of Waitangi am 6. Februar 1840. Dieses aus britischer Sicht hergestellte Recht, eine britische Kolonie zu sein, beflügelte Auswanderer in der neuen Kolonie ihr Glück zu versuchen.

## Geschichte der Company

### 1. New Zealand Company
Die erste New Zealand Company wurde bereits 1825 gegründet, zu einer Zeit, als Kolonisation von einigen einflussreichen Wohlhabenden als Antwort auf die Probleme Großbritanniens angesehen wurde und gleichzeitig Spekulationsgewinne versprach. Die Gesellschaft wurde von namhaften Leuten wie John George Lambton (später Lord Durham), Colonel Robert Torrens (1780–1864), Russell Ellice (1799?–1873), Lord Hatherton, Stewart Marjoribanks (1774–1863) und George Lyall (1779–1853) mit dem Ziel gegründet, gewerbliche und landwirtschaftliche Siedlungen um den Hokianga Harbour und um Thames zu gründen und zu betreiben. Als Startkapital kamen 20.000 engl. Pfund zusammen.
Eine 1826 für die Ansiedlung in Neuseeland vorbereitende Expedition wurde allerdings nach dem unwillkommenen Empfang durch Māori in der Bay of Islands und am Hokianga Harbour abgebrochen. Finanzierungsprobleme ließen schließlich die Gesellschafter und Förderer der Company von weiteren Expeditionen absehen. Die New Zealand Company wurde aufgelöst.

### New Zealand Association
Inspiriert von Edward Gibbon Wakefields Kolonisierungstheorien wurde 1837 die New Zealand Association in London gegründet, Wakefield selbst übernahm den Posten des Direktors. Wie schon bei der Gründung der 1. New Zealand Company waren namhafte und einflussreiche Förderer (Francis Baring, Lord Durham, Lord Petre, William Bingham Baring, Rev. S. Hinds, Benjamin Hawes, William Hutt, Sir William Molesworth und Henry George Ward) unter den Gründern. Die Mitglieder teilten sich in zwei Klassen auf, den Siedlungswilligen sowie den Finanziers und Förderern. Als die Ziele der Gesellschaft publiziert wurden, machte die Lobby der Missionare einflussreiche Opposition gegen das Projekt. Als schließlich die New Zealand Association im Juni 1838 dem Parlament berichten musste und keine Regierungsunterstützung für ihr Vorhaben bekam, wurde die Gesellschaft am 9. Juli 1838 aufgelöst.

### New Zealand Colonisation Company
Die Existenz dieser Gesellschaft kann wegen widersprüchlicher Quellen nicht hinreichend geklärt werden. Auch wird manchmal von New Zealand Colonisation Society gesprochen. Anzunehmen ist, dass diese Firmenbezeichnung mit der 2. New Zealand Company gleichzusetzen ist.

### New Zealand Land Company
Auch diese Gesellschaft wird in den Quellen ungenau behandelt oder der Name irrtümlich verwendet. Auch hier ist anzunehmen, dass diese Firmenbezeichnung mit der 2. New Zealand Company gleichzusetzen ist.

Anzeige der New Zealand Company in einer britischen Tageszeitung

### 2. New Zealand Company
Sechs Wochen später, am 29. August 1838 gründeten 14 frühere Gesellschafter der ersten New Zealand Company und der New Zealand Association unter der Führung von Lord Petre die New Zealand Company als private Kapitalgesellschaft mit 50 Anteilen zu je 500 Pfund. Ziel war es, auch ohne Unterstützung der britischen Regierung die Kolonisierung Neuseelands voranzutreiben.
Mit dem bis zum Frühjahr 1839 gesammelten Geld wurde für Landkauf und Vorbereitung der Besiedelung Neuseelands eine Expedition geplant. Mit 4.000 Anteilseignern und 400.000 Pfund (Widersprüche bezüglich der Geschäftsanteile, s. o.) recht kapitalkräftig ausgestattet, sollte im Mai 1839 die Expedition starten. Doch die Regierung, die für ein stärkeres Engagement in Neuseeland noch nicht vorbereitet war, versuchte das Vorhaben zu stoppen und das Expeditionsschiff Tory am Auslaufen zu hindern. Auf Drängen von Edward Gibbon Wakefield legte die Tory am 12. Mai 1839 unter der Expeditionsleitung von William Wakefield (dem ersten Bruder von Edward Gibbon Wakefield) in einer eigenwilligen nächtlichen Aktion von London ab.
Im August 1839 in Port Nicholson (heute Wellington) angekommen, begann William Wakefield sofort mit den Landkäufen. Mit an Bord war der Mediziner und Geologe Ernst Dieffenbach. Angeheuert von der New Zealand Company, begann er für die Gesellschaft mit einer zweijährigen Erforschung und Dokumentation großer Teile der Nordinsel Neuseelands.
Am 22. Januar 1840 kam die Aurora mit den ersten Siedlern in Port Nicholson an. Die Siedlung Wellington wurde gegründet. Es folgten die Gründungen Wanganui (1840), New Plymouth (1841) und Nelson (1842).
Die Praktiken der New Zealand Company waren teilweise dubios und führten zu massiver Kritik und reichlich Konflikten. Das den Siedlern versprochene Land war meistens nicht in ausreichender Qualität oder Menge vorhanden. Zweifelhafte Landkäufe führten in Nelson schließlich zu einer kriegerischen Auseinandersetzung zwischen den Māori und den Siedlern der New Zealand Company. Der kriegerische Konflikt, bei dem neben 22 Siedlern und zahlreichen Māori auch Kapitän Arthur Wakefield (zweiter Bruder von Edward Gibbon Wakefield) getötet wurde, ging in die Geschichte als der erste neuseeländische Krieg ein. Im Jahre 1843 waren die Siedler Nelsons knapp mit Nahrungsmitteln, und die New Zealand Company in Finanznöten. Mit 60.000 Pfund an offenen Forderungen war sie Mitte 1845 dann praktisch bankrott. Nur durch zwei finanzielle Interventionen seitens der britischen Regierung wurde die Gesellschaft vor einem finanziellen Zusammenbruch gerettet.
Von nun an begann die New Zealand Company, im großen Stile Werbung zu machen und versuchte, viele Ansiedlungswillige mit kostenlosen Überfahrten anzulocken. Auf diesem Wege kamen zwischen 1840 und 1852 rund 14.000 Siedler nach Neuseeland. Infolgedessen hatte die europäische Bevölkerung in Neuseeland bis 1852 bereits etwa 28.000 Einwohner erreicht. Mit Fehlkalkulationen und Misswirtschaft, auch in den beiden Ansiedlungsprojekten Otago (Dunedin) und Canterbury (Christchurch), wurde schließlich das Ende der New Zealand Company eingeläutet. Nachdem die britische Regierung im Besitz aller Grundstücke und Ländereien war und weitere finanzielle Unterstützung versagte, wurde die New Zealand Company im Jahre 1858 letztendlich aufgelöst.